# 勝出光采
勝出光采（日语：ウインブライト），是日本純種競賽馬匹。生涯活躍於中距離賽事，曾勝出2019年女皇盃及香港盃，另外因生涯中於中山競馬場跑出10戰5冠2亞的優秀戰績且連霸中山紀念，因而被稱為「中山巧者」。

## 出賽前
2014年5月12日出生於北海道新冠町Cosmo View牧場，成長途中於一口馬主俱樂部Win Co. Ltd.進行馬主募集。
其後交由美浦訓練中心練馬師畠山吉宏訓練。

## 競賽生涯

### 2歲
6月26日出戰東京競馬場2歲新馬戰，但於直路上未能加速衝出，最終以第六落敗。
其後出戰2歲未勝利戰，但再度未能加速之下僅獲第五。
夏季於北海道休養過後在11月12日出戰2歲未勝利戰，體態有所成長之下終於在直路爆發出優秀的末腳速度，最終以1 1/2馬位優勢奪得首勝。
12月17日出戰條件戰柊樹賞，雖然於直路跑出不俗的速度成功進佔先頭位置，但仍然未能和對手Outliers抗衡，最終被拉開之下以第二完賽。

### 3歲
2017年首戰為條件戰若竹賞，比賽途中維持於有利位置下在第四彎道開始逐步發力，最終加速衝出之下成功擊退對手再度取得勝利。
3月19日出戰春季錦標，本次比賽其選擇於約莫第八的位置推進，通過第三彎道後逐步加速進佔第六的位置。進入直路後，其於所在位置保持平穩的衝刺速度，最終於直路中段佔先下亦能抵擋後方賽駒的追擊，以1/2馬位優勢奪得首個分級賽冠軍。
然而其後挑戰經典三冠頭兩關皋月賞及東京優駿（日本打吡），均於其中受到大外檔起步的不利因素影響，最終分別以第八及第十五大敗。
入秋後出戰每日王冠挑戰一眾年長馬匹，但於直路急劇失速之下沉沒，最終以第十落敗。
11月12日出戰福島紀念，比賽途中一直保持於領放身後的先頭位置下於通過彎道時表現活躍，以優秀的反應衝出，最終成功追上對手取得第二個分級賽冠軍。

### 4歲
2018年年初以中山金盃作為起動戰，雖然比賽途中一直保持穩定節奏於前方位置推進，但於進入直路後仍然一直被一同衝出的Seda Brillantes壓制，最終以頸位告負。
2月25日出戰中山紀念，雖然本次比賽共有波斯劍客、強擊及太空隕石三匹一級賽優勝馬參戰，但勝出光采仍然憑借於中山競馬場的良好戰績取得第二人氣。比賽開始後，其選擇於第四的位置穩步推進，進入對面直路後於內欄位置稍微發力向前進佔。進入直路後，其不斷加速之下成功超越領放的馬國之巔，其後更於終點線前追上太空隕石，以頸位優勢取得冠軍。
然而其後未能保持水準，出戰大阪盃因受到快步速影響以第十二大敗，秋季於富士錦標及一哩冠軍賽亦僅獲得第十及第九。

### 5歲
2019年年初和上年度一樣以中山金盃作為首戰，縱然本次比賽其需要背負高達58公斤的頂磅，但其仍然於直路上在外檔位置加速強襲，最終以輕鬆的姿態取得冠軍。
2月24日出戰中山紀念，本次比賽再度選擇先頭戰術，並於比賽途中一直保持均速推進未有太大動作。進入直路後，其迅速搶佔位置保持衝刺姿態，最終於直路中後段超越前方佔先的旺紫丁，以頸位優勢壓贏對手取得連霸。
贏得中山紀念後，縱然其獲得大阪盃的優先出賽權，但陣營決定選擇安排其遠征香港出戰女皇盃。比賽開始後，雖然其於內檔第1檔起步並出現慢閘的情況，但仍然憑借優秀的身體質素成功搶佔位置，亦於比賽途中維持穩定的步速等待時機。進入直路後，其由所在位置進入全速狀態，最終超越上屆盟主巴基之星後再成功抵擋香港瓶冠軍時時精綵的追擊，以3/4馬位優勢及破記錄的1分58.81秒完賽時間贏得首個一級賽冠軍，亦為騎師松岡正海帶來自2009年策騎逐鹿沙場勝出春季天皇賞後時隔10年的一級賽優勝。
回國稍為休養後出戰產經賞，然而未能克服增程至2200米的難關於比賽後段明顯失速，最終以第九落敗。
10月27日出戰秋季天皇賞，雖然比賽初段成功進佔良好的先頭位置，但於轉彎進入直路時再度暴露出不擅左轉馬場的弱點，最終無法於直路加速下以第八落敗。
完成秋季天皇賞再度遠征香港以香港盃作為目標，並因杏目發燒避戰下成為唯一一匹日本代表。比賽開始後，其順應騎師松岡的指揮及比賽中的步速穩定追走，於第四彎道逐步加速進佔有利位置。進入直路後，其成功彈離外檔的主隊馬跳出香港取得領先，最終亦可抵擋內檔強閘的愛爾蘭代表巫師杖取得冠軍，成為繼2005年爪皇凌雨及2014年威爾頓後第三匹於同一自然年制霸女皇盃及香港盃的賽駒，亦為首匹達成此成就的海外賽駒。
年末，由於其在兩場海外一級賽中表現優秀，因而以136票當選最佳4歲及以上雄馬。

### 6歲
2020年年初出戰中山紀念尋求三連霸，然而未能跑出以往水準下以第七完賽。
長期休養過後於秋季復出出戰秋季天皇賞，但未能順利加速下逐步失速被其他對手超越，最終以第十大敗。
年末陣營第三度安排其遠征香港，以連霸香港盃為目標。比賽開始後，其選擇於先頭位置逐步推進，並一直維持於約莫第四。進入直路後，其發揮一貫優秀的實力衝出並一度取得領先，可惜於最後關頭被同為日本馬的樸素無華超越，以3/4馬位差距落敗得第二。
回國後，陣營宣佈安排其退役，並於12月23日取消日本中央競馬會的賽駒註冊。

### 詳細賽績
| 日期       | 舉辦國家/地區 | 馬場 | 距離   | 級別 | 賽事名稱   | 負重 | 騎師     | 馬號 | 出馬 | 名次 | 時間    | 頭馬（二馬）      |
| ---------- | ------------- | ---- | ------ | ---- | ---------- | ---- | -------- | ---- | ---- | ---- | ------- | ----------------- |
| 26/6/2016  | 日本          | 東京 | 草1600 |      | 2歲新馬    | 54   | 松岡正海 | 10   | 13   | 6    | 1:51.6  | 蘋果批            |
| 24/7/2016  | 日本          | 福島 | 草1800 |      | 2歲未勝利  | 54   | 内田博幸 | 14   | 15   | 5    | 1:51.4  | Flower Premiere   |
| 12/11/2016 | 日本          | 東京 | 草1800 |      | 2歲未勝利  | 55   | 松岡正海 | 8    | 13   | 1    | 1:49.2  | （Meiner Raptis） |
| 17/12/2016 | 日本          | 中山 | 草1600 |      | 柊樹賞     | 55   | 松岡正海 | 9    | 13   | 2    | 1:35.0  | Outliers          |
| 1/12/2017  | 日本          | 中山 | 草1800 |      | 若竹賞     | 56   | 松岡正海 | 12   | 14   | 1    | 1:48.3  | （Meiner Sieger） |
| 19/3/2017  | 日本          | 中山 | 草1800 | GII  | 春季錦標   | 56   | 松岡正海 | 10   | 11   | 1    | 1:48.4  | （Outliers）      |
| 16/4/2017  | 日本          | 中山 | 草2000 | GI   | 皋月賞     | 57   | 松岡正海 | 17   | 18   | 8    | 1:58.3  | 艾恩遺跡          |
| 28/5/2017  | 日本          | 東京 | 草2400 | GI   | 東京優駿   | 57   | 松岡正海 | 17   | 18   | 15   | 2:28.4  | 金之霸            |
| 8/10/2017  | 日本          | 東京 | 草1800 | GII  | 每日王冠   | 55   | 松岡正海 | 11   | 12   | 10   | 1:46.2  | 不撓真鋼          |
| 12/11/2017 | 日本          | 福島 | 草2000 | GIII | 福島紀念   | 54   | 松岡正海 | 3    | 15   | 1    | 2:00.2  | （鈴鹿不羈）      |
| 6/1/2018   | 日本          | 中山 | 草2000 | GIII | 中山金盃   | 56   | 松岡正海 | 1    | 17   | 2    | 1:59.8  | Seda Brillantes   |
| 25/2/2018  | 日本          | 中山 | 草1800 | GII  | 中山紀念   | 56   | 松岡正海 | 5    | 10   | 1    | 1:47.6  | （太空隕石）      |
| 1/4/2018   | 日本          | 阪神 | 草2000 | GI   | 大阪盃     | 57   | 松岡正海 | 11   | 16   | 12   | 1:59.7  | 文雅之士          |
| 20/10/2018 | 日本          | 東京 | 草1600 | GIII | 富士錦標   | 58   | 松岡正海 | 4    | 18   | 10   | 1:32.5  | 火之呼喚          |
| 18/11/2018 | 日本          | 京都 | 草1600 | GI   | 一哩冠軍賽 | 57   | 松岡正海 | 9    | 18   | 9    | 1:33.7  | 絕嶺之峽          |
| 5/1/2019   | 日本          | 中山 | 草2000 | GIII | 中山金盃   | 58   | 松岡正海 | 11   | 16   | 1    | 1:59.2  | （愚者眼界）      |
| 24/2/2019  | 日本          | 中山 | 草1800 | GII  | 中山紀念   | 57   | 松岡正海 | 1    | 11   | 1    | 1:45.5  | （旺紫丁）        |
| 28/4/2019  | 香港          | 沙田 | 草2000 | GI   | 女皇盃     | 57   | 松岡正海 | 4    | 13   | 1    | 1:58.81 | （時時精綵）      |
| 22/9/2019  | 日本          | 中山 | 草2200 | GII  | 產經賞     | 58   | 松岡正海 | 7    | 10   | 9    | 2:13.5  | 三幕劇            |
| 27/10/2019 | 日本          | 東京 | 草2000 | GI   | 秋季天皇賞 | 58   | 松岡正海 | 15   | 16   | 8    | 1:57.3  | 杏目              |
| 9/12/2019  | 香港          | 沙田 | 草2000 | GI   | 香港盃     | 57   | 松岡正海 | 1    | 8    | 1    | 2:00.52 | （巫師杖）        |
| 1/3/2020   | 日本          | 中山 | 草1800 | GII  | 中山紀念   | 58   | 文力威   | 8    | 9    | 7    | 1:47.2  | 野田賢君          |
| 1/11/2020  | 日本          | 東京 | 草2000 | GI   | 秋季天皇賞 | 58   | 松岡正海 | 5    | 12   | 10   | 1:59.4  | 杏目              |
| 13/12/2020 | 香港          | 沙田 | 草2000 | GI   | 香港盃     | 57   | 松岡正海 | 3    | 8    | 2    | 2:00.62 | 樸素無華          |

## 退役後
退役後，勝出光采成為了配種馬，於北海道新冠町大紅牧場休養，在2021年進行配種，配種費為120萬日元，首批子嗣於2022年出生。首批子嗣可於2024年出賽。

## 血統簡介
父系黃金旅程爲日本賽駒，生涯戰績不俗，曾勝出香港瓶，退役後配種成績亦非常優秀。祖父週日寧靜是美國三冠賽雙冠馬，退役後在日本配種，在日本馬壇相當成功，贏得多項分級賽事，其子嗣贏得巨額獎金。
母系Summer Eternity為日本賽駒，生涯戰績不佳僅勝出三場賽事。外祖父喜高善為日本賽駒，生涯戰績優秀，尤其活躍於一哩賽事，曾勝出朝日盃三歲錦標及安田紀念。

### 血統表
| 父線：週日寧靜系（Halo系）                 |                                  |               |                 |
| 種馬 黃金旅程 1994年（深棗色）             | 週日寧靜 1986年（棕色）          | Halo          | Hail to Reason  |
| 種馬 黃金旅程 1994年（深棗色）             | 週日寧靜 1986年（棕色）          | Halo          | Cosmah          |
| 種馬 黃金旅程 1994年（深棗色）             | 週日寧靜 1986年（棕色）          | Wishing Well  | Understanding   |
| 種馬 黃金旅程 1994年（深棗色）             | 週日寧靜 1986年（棕色）          | Wishing Well  | Mountain Flower |
| 種馬 黃金旅程 1994年（深棗色）             | Golden Sash 1988年（栗色）       | Dictus        | Sanctus         |
| 種馬 黃金旅程 1994年（深棗色）             | Golden Sash 1988年（栗色）       | Dictus        | Doronic         |
| 種馬 黃金旅程 1994年（深棗色）             | Golden Sash 1988年（栗色）       | Dyna Sash     | 北方風味        |
| 種馬 黃金旅程 1994年（深棗色）             | Golden Sash 1988年（栗色）       | Dyna Sash     | Royal Sash      |
| 繁殖雌馬 Summer Eternity 2006年（灰色）    | 喜高善 1996年（灰色）            | 高善          | Caro            |
| 繁殖雌馬 Summer Eternity 2006年（灰色）    | 喜高善 1996年（灰色）            | 高善          | Ride the Trails |
| 繁殖雌馬 Summer Eternity 2006年（灰色）    | 喜高善 1996年（灰色）            | Admire McArdy | 北方風味        |
| 繁殖雌馬 Summer Eternity 2006年（灰色）    | 喜高善 1996年（灰色）            | Admire McArdy | Mrs McArdy      |
| 繁殖雌馬 Summer Eternity 2006年（灰色）    | All for Guelain 1993年（深棗色） | Jade Robbery  | 淘金者          |
| 繁殖雌馬 Summer Eternity 2006年（灰色）    | All for Guelain 1993年（深棗色） | Jade Robbery  | Number          |
| 繁殖雌馬 Summer Eternity 2006年（灰色）    | All for Guelain 1993年（深棗色） | Miss Guelain  | 丸善斯基        |
| 繁殖雌馬 Summer Eternity 2006年（灰色）    | All for Guelain 1993年（深棗色） | Miss Guelain  | Guerlain        |
| 雌系：號族：18                             |                                  |               |                 |
| 五代內近親交配：北方風味 4×4、尼真斯基 5×5 |                                  |               |                 |

## 命名由來
名字中，Win（ウイン）為馬主Win Co. Ltd.之冠名，出自其公司名稱，香港採「勝出」作為翻譯，Bright（ブライト）意思即是「光采」。

## 外部連結
- 勝出光采 netkeiba.com （页面存档备份，存于）
- 血統表 （页面存档备份，存于）